# Horní Město
Horní Město (in tedesco Bergstadt) è un comune della Repubblica Ceca facente parte del distretto di Bruntál, nella regione della Moravia-Slesia.